# Castro dei Volsci
Castro dei Volsci är en ort och kommun i provinsen Frosinone i regionen Lazio i Italien. Kommunen hade 4 702 invånare (2018).